# Aleksandrijski kodeks
Aleksandrijski kodeks (latinsko Codex Alexandrinus; oznaka A oz. 02) je eden najstarejših ohranjenih svetopisemskih kodeksov. Poimenovan je bil po Aleksandriji, saj se je nahajal tam vse do 17. stoletja.
Kodeks je bil napisan v 5. stoletju v grščini in v uncialni pisavi. Kodeks zajema Staro zavezo in slabše ohranjeno Novo zavezo. Trenutno ga hrani British Museum v Londonu.